# یواخیم یاو
یواخیم یاو (انگلیسی: Joachim Yaw؛ زادهٔ ۲ نوامبر ۱۹۷۳) بازیکن فوتبال اهل غنا بود.
از باشگاه‌هایی که در آن بازی کرده‌است می‌توان به باشگاه فوتبال رئال سوسیداد، باشگاه فوتبال سامسون‌اسپور، باشگاه فوتبال نورشوپینگ، و باشگاه فوتبال هرکولس اشاره کرد.